# Pontoise
Pontoise város Franciaország középső részén, Île-de-France régióban, Val-d’Oise megye székhelye. Franciaország kulturális és történelmi városa címet viseli.

## Története
A város szülöttei Bátor Fülöp burgundi herceg, Nicolas Flamel középkori író–alkimista és Charles Leclerc generális.

## Éghajlata
| Hónap                         | Jan. | Feb. | Már. | Ápr. | Máj. | Jún. | Júl. | Aug. | Szep. | Okt. | Nov. | Dec. | Év   |
| ----------------------------- | ---- | ---- | ---- | ---- | ---- | ---- | ---- | ---- | ----- | ---- | ---- | ---- | ---- |
| Átlagos max. hőmérséklet (°C) | 6,0  | 7,0  | 11,0 | 14,0 | 18,0 | 21,0 | 24,0 | 24,0 | 21,0  | 15,0 | 9,0  | 7,0  | 14,8 |
| Átlaghőmérséklet (°C)         | 4,0  | 4,0  | 7,0  | 10,0 | 14,0 | 17,0 | 19,0 | 19,0 | 16,0  | 12,0 | 7,0  | 5,0  | 11,2 |
| Átlagos min. hőmérséklet (°C) | 1,0  | 1,0  | 3,0  | 6,0  | 9,0  | 12,0 | 14,0 | 14,0 | 11,0  | 8,0  | 4,0  | 2,0  | 7,1  |
| Forrás: weather.com           |      |      |      |      |      |      |      |      |       |      |      |      |      |

## Demográfia
| Év   | Lakosság |
| ---- | -------- |
| 1793 | 4 891    |
| 1800 | 5 174    |
| 1806 | 5 161    |
| 1821 | 5 339    |
| 1831 | 5 458    |
| 1841 | 5 419    |
| 1846 | 5 488    |
| 1851 | 5 637    |
| 1856 | 5 609    |

| Év   | Lakosság |
| ---- | -------- |
| 1861 | 6 065    |
| 1866 | 6 287    |
| 1872 | 6 480    |
| 1876 | 6 412    |
| 1881 | 6 675    |
| 1886 | 7 192    |
| 1891 | 7 422    |
| 1896 | 7 992    |

| Év   | Lakosság |
| ---- | -------- |
| 1901 | 8 180    |
| 1906 | 8 492    |
| 1911 | 9 023    |
| 1921 | 9 915    |
| 1926 | 10 719   |
| 1931 | 11 709   |
| 1936 | 12 183   |
| 1946 | 11 009   |

| Év   | Lakosság |
| ---- | -------- |
| 1954 | 14 139   |
| 1962 | 15 232   |
| 1968 | 16 817   |
| 1975 | 26 014   |
| 1982 | 26 780   |
| 1990 | 27 150   |
| 1999 | 27 494   |
| 2007 | 29 148   |
| 2010 | 29 548   |

## Látnivalók
- Cathédrale St-Maclou - egyes részei XII. századiak, csúcsíves középső hajójához reneszánsz oldalhajók csatlakoznak. A templom díszítései közül megemlíthetőek a régi üvegfestmények és Krisztus temetését ábrázoló szoboralakok.
- Az impresszionista festő, Camille Pissarro emlékmúzeuma. A festő a városban élt, amelyet sok festménye örökít meg.
- Notre-Dame-templom - itt található Szent Gautier síremléke, melyet a XII. század végén készítettek.
- Leclerc generális szobra

## Hírességek, akik itt születtek, illetve éltek
- Claude Brosset (1943-2007), francia színész

## Testvérvárosok
- Böblingen, 1956-óta
- Sevenoaks, 1964-óta
- Geleen, 1962-óta